# Тит Квинкций Капитолин Барбат (консул 421 года до н. э.)
Тит Квинкций Капитолин Барбат (лат. Titus Quinctius Capitolinus Barbatus; V век до н. э.) — римский политический деятель из патрицианского рода Квинкциев, консул 421 года до н. э. и военный трибун с консульской властью 405 года до н. э.
Тит Квинкций был сыном шестикратного консула того же имени. Его коллегой по консулату стал Нумерий Фабий Вибулан, которому досталось по жребию командование войсками. В год консульства Квинкция и Фабия, по словам Тита Ливия, «не случилось ничего достойного упоминания».
В 405 году Тит Квинкций стал одним из шести военных трибунов с консульской властью. Во время этого трибуната началась осада Вейй.